# Edewechterdamm
Edewechterdamm, benannt nach dem Straßendamm von Edewecht nach Friesoythe durch das Vehnemoor, ist ein Dorf in Niedersachsen. Es liegt in der Nähe von Oldenburg direkt am Küstenkanal. Ein kleiner Teil des Dorfes gehört zur Gemeinde Bösel, der größte Teil jedoch zur Stadt Friesoythe.

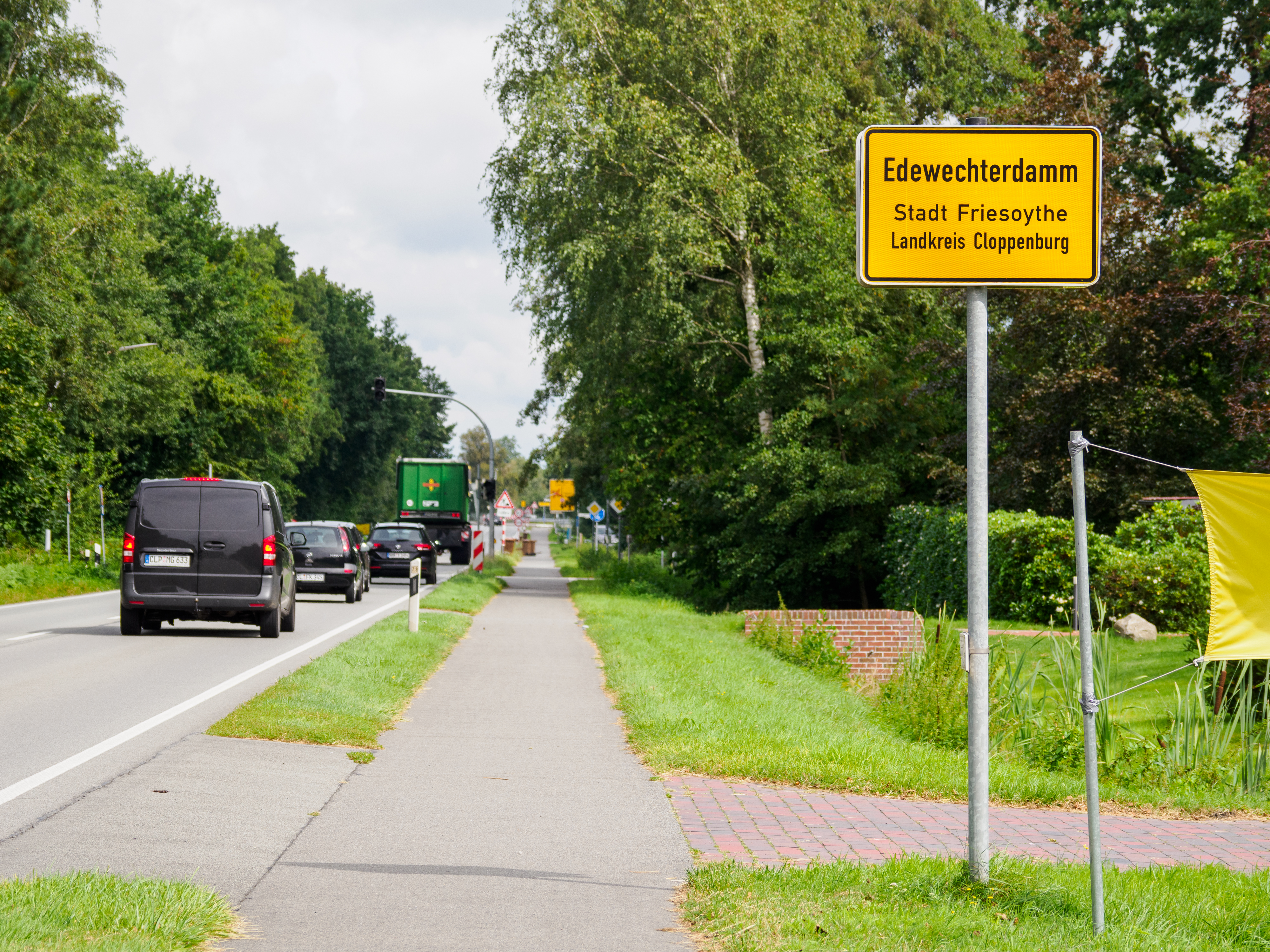
Edewechterdamm, Altenoyther Straße (L 831)

## Geschichte
Schon früh versuchte man eine Verbindung zwischen der Stadt Friesoythe und Edewecht herzustellen. Im Winter konnte man, wenn die Oberfläche des Moores gefroren war, zu Fuß oder mit Pferd und Wagen die Fläche überqueren. Im Jahre 1815 wurde durch das Vehnemoor ein Damm gebaut, der „Edewechter Damm“ oder der „Altenoyther Moordamm“ genannt wurde. Um 1830 musste er erweitert werden, weil er für den Verkehr nicht mehr ausreichte.
Am 13. April 1848 hatte es in dem Tagesblatt „Oldenburgische Anzeigen“ geheißen: „Die Bekanntmachung vom 10. November 1837, wonach das Befahren des Altenoyther Moordammes mit drei- und vierspannigen Frachtwagen bei 10 Talern Brüche verboten ist, wird hierdurch in Erinnerung gebracht.“
Von 1895 bis 1920 verkehrte eine Postkutsche von Friesoythe nach Bad Zwischenahn. Sie konnte auf jeder Fahrt sechs Fahrgäste mitnehmen.
Um 1855 wurde der Hunte-Ems-Kanal (heute: Küstenkanal) in Angriff genommen, der 1893 fertiggestellt wurde. Die ursprüngliche Breite betrug 13,50 m Wasserspiegelbreite bei 1,50 m Tiefe. Am Ufer befand sich ursprünglich auch ein Treidelpfad, mit denen die kleinen Torfkähne mit Seilen am Ufer entlanggezogen werden konnten ("Treckschuten"). In Edewechterdamm führte eine Klappbrücke hinüber zur Nachbargemeinde Edewecht.
Der Bau des Kanals ermöglichte die Entwässerung der angrenzenden Moorflächen und ermöglichte den Transport von Brenntorf und Massengütern zwischen Weser und Ems. Um 1900 erfolgte ein erster Ausbau durch Tieferlegung des Kanalbettes, die 1910 vollendet war. Damit konnte auch die an der Klappbrücke befindliche Schleuse ausgebaut werden, was für den Schiffsverkehr einen großen Zeitvorteil bot.
Bereits 1925 war eine Erweiterung zum Großschifffahrtsweg erforderlich (Breite: 26,75 m, Tiefe: 3,50 m), der 1935 fertiggestellt wurde.
In den letzten Kriegswochen des Jahres 1945 zerstörten Panzer und andere Fahrzeuge die Straße zu einem dunkelroten „Brei“.

## Brückenkopf Edewechterdamm im Zweiten Weltkrieg
Mitte April 1945 wurde der Küstenkanal Schauplatz schwerer und verlustreicher Kämpfe zwischen deutschen und vorrückenden kanadischen Truppen. Als Panzerhindernis wurde der Kanal in weiträumige deutsche Abwehrplanungen zum Schutz der wichtigen Nordseehäfen und als „äußere Verteidigungslinie der Festung Wilhelmshaven“ einbezogen und ab April militärisch zur Sicherungslinie „Seelöwenstellung“ ausgebaut. Am Nordufer des Edewechterdammer Küstenkanalabschnitts bezog eine deutsche Kampfgruppe aus Teilen des Fallschirmjäger-Rgt. 32, dem Grenadier-Ersatz-Rgt. 22 und dem 364. Marine-Festungs-Btl. seit Anfang April ihre Verteidigungsstellungen.
Bereits in der ersten Aprilhälfte hatten deutsche Pioniere alle Kanalbrücken zur Sprengung vorbereitet. Am 11. April wurden die Zivilbevölkerung aufgefordert, Gehöfte und Häuser zu verlassen und sich Deckung in den umliegenden Mooren einzurichten. Mit Herannahen der Front sprengten die Deutschen am 15. April die Edewechterdammer Brücke und somit den einzig passierbaren Kanalübergang. Am 16. April 1945 erreichte die 4. Panzerdivision der 1. kanadischen Armee von Friesoythe über Edewechterdamm kommend das Südufer des Küstenkanals. Um das Vordringen der kanadischen Militärfahrzeuge auf dem durch Trichtersprengungen zerstörten "Edewechter Damm" zu ermöglichen und den Truppennachschub sicherzustellen, wurde der Trümmerschutt der zerstörten Stadt Friesoythe, die nur noch aus sechs Wohnhäusern, dem Rathaus und der Kirche bestand, genutzt, um Fahrspuren und Sprengtrichter aufzufüllen.

In den Nachtstunden auf den 17. April 1945 gelang dem kanadischen Algonquin-Infanterieregiment etwa 200 m westlich der gesprengten Kanalbrücke die Errichtung des „Brückenkopfes Edewechterdamm“ am Nordufer des Kanals, der sofort heftigen deutschen Gegenangriffen ausgesetzt war (11 kanadische und 76 deutsche Gefallene). Am Morgen des 19. April konnten Pioniere der 8. und 9. Field Squadron dann eine provisorische Brücke über den Kanal fertigstellen, auf der Panzer, Geschütze und Transportfahrzeuge auf das umkämpfte Nordufer gelangen konnten. Am Morgen des 18. April waren alle  drei kanadischen Infanterie-Kompanien erfolgreich auf das Nordufer übergesetzt. Ab 19. April ging das durch Panzer unterstützte Algonquin-Regiment dann entlang der Hauptstraße und der Kleinbahntrasse Richtung Süd-Edewecht vor, etwas westlich davon stieß ein zweiter kanadischer Verband (Argyll and Sutherland-Highlanders of Canada) vor, um über Osterscheps den Fliegerhorst Zwischenahn zu erobern. Kurz später (21. April) ging das kanadische South Alberta Regiment dann auch entlang des Küstenkanals ostwärts nach Husbäke vor.
Für die Schwere und Bedeutung der Kämpfe am Küstenkanal spricht u. a. die mehrfache Erwähnung heftiger Kämpfe um einen feindlichen Brückenkopf am Küstenkanal in den deutschen Wehrmachtberichten vom 21. und 22. April. Die während der Kampfhandlungen notdürftig in Feldgräbern beigesetzten deutschen Soldaten wurden ab August 1945 auf den Kriegsgräberfriedhof Edewecht umgebettet. Die bei den Kämpfen gefallenen kanadischen Soldaten wurden 1948 auf die zentrale kanadische Kriegsgräberstätte („Canadian War Cemetery“) im niederländischen Holten umgebettet, die britischen Toten wurden in ihre Heimat überführt.

## Nachkriegszeit
Während der Kriegs- und Nachkriegszeit war der Unterhalt des Küstenkanals durch fehlende Personal- und Geldmittel vernachlässigt. Zudem waren bei den Kriegshandlungen sämtliche Brücken zerstört und die Böschungsanlagen stark beschädigt worden. Nur sehr langsam und mit erheblichem Aufwand konnte der Kanal von Trümmern und Kriegsgerät geräumt werden. In der ersten Zeit erfolgte die Kanalquerung mit einer provisorischen Bailey-Brücke. Der Kanal war erst ab Juni 1946 wieder für Binnenschiffe befahrbar.

Im Jahre 1952 wurde die Straße nach Friesoythe mit einer Asphaltdecke versehen. Der nächste Ausbau erfolgte 1960 auf eine Befestigungsbreite von 4,50 m.
1974 wurde die Landesstraße 831 von der Brücke bis etwa 2,5 km in Richtung Friesoythe komplett erneuert. 300.000 Kubikmeter Moor wurden gegen die gleiche Menge Füllsand ausgetauscht.
In den 1990er Jahren entstand eine weitere Wohnsiedlung, die die Einwohnerzahl drastisch erhöhte.

## Klärschlammdeponie Edewechterdamm
Westlich des Siedlungsgebietes wurde 1970 auf dem Gelände eines ehemaligen Torfwerkes eine 140 ha große Lagerstätte für kommunalen Klärschlamm eingerichtet. Von 1972 bis 2005 wurde über den Küstenkanal mit Schiffen 3,2 Mio. m³ ausgefaulter, flüssiger Klärschlamm der Bremer Kläranlagen Seehausen und Farge antransportiert und in die ehemaligen Torfputten (Becken) eingespült. Grundsätzlich wurde nur unbelasteter, landwirtschaftlich nutzbarer Klärschlamm verwendet.
Der Deponiestandort zeichnet sich durch eine natürliche Abdichtung zum Grundwasserleiter aus (unterliegender Hochmoortorf). Daher belegen regelmäßige Grundwasseruntersuchungen bis heute keine negativen umweltrelevanten Auswirkungen der Deponie. Seit 2005 befindet sich die Deponie in der Stilllegungsphase. Um die Sicherheit des Standortes langfristig zu gewährleisten, werden noch Bewirtschaftungsmaßnahmen durchgeführt (Pflege der Dämme, Wasserhaltung der Pütten, Behandlung von abgeleitetem Überstandswasser, Zutrittssicherung).
Im Laufe der Jahre hat sich hier ein wertvolles, großflächiges Feuchtgebiet aus „zweiter Hand“ entwickelt, das nationale Bedeutung als Vogelbrutgebiet besitzt. In den ehemaligen Schlammpütten ist die Sukzession von offenen Wasser- bzw. Schlammflächen zu einer mosaikartigen und vielfältigen Vegetation (Weiden-Sumpfgebüsche, Birken-Pionierwald, Pfeifengras-Birken-Moorwald bzw. verschiedene Landröhrichte) zu beobachten. Seit 1999 ist das Deponiegelände zentraler Teil des 322 ha großen Naturschutzgebietes „Ahrensdorfer Moor“. Für die Öffentlichkeit ist das Gebiet nach Anmeldung auf zwei ausgeschilderten Routen zugänglich.